# Sphaerostephanos kurzii
Sphaerostephanos kurzii är en kärrbräkenväxtart som beskrevs av Holtt. Sphaerostephanos kurzii ingår i släktet Sphaerostephanos och familjen Thelypteridaceae. Inga underarter finns listade.